# Araneus madagascaricus
Araneus madagascaricus là một loài nhện trong họ Araneidae.
Loài này thuộc chi Araneus. Araneus madagascaricus được Embrik Strand miêu tả năm 1908.